# Marhaura
Marhaura é um cidade no distrito de Saran, no estado indiano de Bihar.

## Geografia
Marhaura está localizada a 25° 58′ N, 84° 52′ L. Tem uma altitude média de 52 metros (170 pés).

## Demografia
Segundo o censo de 2001, Marhaura tinha uma população de 24.534 habitantes. Os indivíduos do sexo masculino constituem 52% da população e os do sexo feminino 48%. Marhaura tem uma taxa de literacia de 42%, inferior à média nacional de 59,5%: a literacia no sexo masculino é de 54% e no sexo feminino é de 29%. Em Marhaura, 19% da população está abaixo dos 6 anos de idade.